# Клан Грант
Грант (англ. Grant, гэльск. Grannd) — один из традиционных кланов Шотландии.

## Происхождение клана
Есть две версии относительно происхождения клана. Согласно одной — и эта теория основана на созвучии кланового имени французскому de Grand (великий) — предки клана были выходцами из Нормандии и оказались в Шотландии вскоре после вторжения Вильгельма Завоевателя в Англию. Однако, сами Гранты единодушно считают свой клан ветвью клана Мак-Грегоров, а своим родоначальником — Грегора Мора Мак-Грегора, заявляя, таким образом, о своём родстве с великим королём Кеннетом I, в 844 году объединившим скоттов и пиктов в единое королевство.

## История клана
Основные сведения об истории клана можно почерпнуть из нескольких источников — The Monymusk Text Архивная копия от 28 августа 2006 на Wayback Machine, The Cromdale Text Архивная копия от 26 августа 2006 на Wayback Machine, The Shaw Text Архивная копия от 28 августа 2006 на Wayback Machine и The Baronage of Scotland Архивная копия от 27 августа 2006 на Wayback Machine сэра Роберта Дугласа. Первое сочинение было написано около 1710 года на основе более раннего текста и опубликовано в 1876 году сэром Арчибальдом Грантом. Авторство второго принадлежит Джеймсу Чепмену. Он завершил работу над сочинением около 1729 года, но текст был опубликован только в 1750 году. Его исследование во многом повторяет The Monymusk Text. Третье сочинение относится к 1775 году. Оно примечательно тем, что его автор, Лахлан Шоу, первым позволил себе усомниться в норманнском происхождении клана. В четвёртом сочинении, созданном в 1798 году, существуют серьёзные расхождения с ранее упомянутыми источниками относительно ранней истории клана Грант.

### Ранняя история
Первые письменные упоминания клана относятся к середине XIII века. Сохранилась запись о бракосочетании Грегори де Гранта, шерифа Инвернесса в эпоху короля Александра II (правил в 1214—1249 годах), и Мэри, дочери сэра Джона Биссета из Ловата, согласно которому Грегори получал за ней земли в Стратеррике.
Существуют серьёзные расхождения относительно линии преемников Грегори. Один из источников утверждает, что Мэри родила в браке четырёх сыновей, в том числе некоего Ричарда, в 1229 году сменившего Стефана Лэнгтона на посту архиепископа Кентерберийского. Согласно другому тексту сыновей было всего двое — Лоренс (или Лорин) и Роберт. Это подтверждает документ от 9 сентября 1258 года, в котором Лоренс де Грант и его брат заверяли соглашение между епископом Морея Арчибальдом и Джоном Биссетом из Ловата. В документе подчёркивалось, что сэр Лоренс (Dominus Laurentius de Grant) является другом и родственником последнего.
Мэри родила Грегори двоих сыновей — наследника Лоренса (или Лорина) и Роберта, который впоследствии, как и отец, был шерифом Инвернесса. До наших дней также дошёл документ от 9 сентября 1258 года, в котором Лоренс де Грант и его брат заверяли соглашение между епископом Морея Арчибальдом и Джоном Биссетом из Ловата. В документе подчёркивалось, что сэр Лоренс (Dominus Laurentius de Grant) является другом и родственником последнего.
Лоренс женился на наследнице Гилберта Комина из Гленкарни и имел от этого брака двоих детей — сыновей Джона и Рудольфа. Оба они поддерживали Роберта Брюса в оппозиции против Иоанна Баллиоля, и оба попали в плен во время битвы при Данбаре 27 апреля 1296 года. После того, как Баллиоль был смещён, а Шотландия была провозглашена владением короля Англии Эдуарда Длинноногого, подавляющее большинство шотландских дворян было вынуждено принести клятву верности английскому монарху, подписав так называемые Рагманские свитки. Впоследствии многие отказались от клятвы, и в том числе — Рудольф де Грант. Его брат Джон был пленён англичанами и отправлен в Лондон, однако спустя год вышел на свободу под обещание защищать интересы английской короны во Франции.
Женившись на Бигле из могущественного клана Камминг, Джон Грант получил в качестве приданого земли в Гленхерноке и Далленсайде и произвёл на свет троих сыновей — Джона, своего преемника, Аллана и Томаса, о котором известно лишь то, что около 1333 года он попал под суд за набеги на земли епархии Абердина. После смерти отца в 1295 году Джон стал чифом (вождём) клана. Его сын Роберт де Грант в 1385 году был одним из шотландских дворян числом около двадцати человек, которые разделили между собой деньги французского короля — он находился в состоянии войны с английским монархом Ричардом II и заплатил шотландцам, чтобы те вторглись на территорию Англии.
Мнения о порядке наследования после смерти Джона расходятся. Одни источники утверждают, что его преемником был сын Роберта — Малкольм. Другие же заявляют, что Роберт не оставил сына, и наследницей стала его сестра (или сестра его отца) — женщина по имени Мод или Матильда, которая вышла замуж за Эндрю Стюарта, сына шерифа острова Бьют. Согласно этой версии, именно Стюарт, приняв фамилию супруги, стал во главе клана, а наследовал ему сын Патрик.

## Вожди (чифы) клана
| Правил    | Имя                                          | На языке оригинала            | Титул                                                           |
| 1174—1215 | Оли Грант                                    | Amhlaidh Grant                |                                                                 |
| 1215—1249 | Грегори Грант                                | Gregory Grant                 |                                                                 |
| 1249—1275 | Лоренс Грант                                 | Lawrence Grant                |                                                                 |
| 1275—1295 | Джон I Грант                                 | John Grant                    |                                                                 |
| 1295—1320 | Джон II Грант                                | John Grant                    |                                                                 |
| 1320—1335 | Эндрю Грант                                  | Andrew Grant                  |                                                                 |
| 1335—1362 | Патрик I Грант                               | Patrick Grant                 |                                                                 |
| 1362—1370 | Джон III Грант                               | John Grant                    |                                                                 |
| 1370—1384 | Роберт Грант                                 | Robert Grant                  |                                                                 |
| 1384—1410 | Патрик II Грант                              | Patrick Grant                 |                                                                 |
| 1410—1434 | Джон Рой Грант (Джон IV Грант)               | John Roy Grant                |                                                                 |
| 1434—1485 | Дункан Грант                                 | Duncan Grant                  | 1-й лорд Фреухи                                                 |
| 1485—1528 | Джон Рой Грант (Джон Рой-Поэт, Джон V Грант) | John Roy Grant                | 2-й лорд Фреухи                                                 |
| 1528—1553 | Джеймс I Грант                               | James Grant                   | 3-й лорд Фреухи                                                 |
| 1553—1585 | Джон VI Грант                                | John Grant                    | 4-й лорд Фреухи                                                 |
| 1585—1622 | Джон VII Грант                               | John Grant                    | 5-й лорд Фреухи                                                 |
| 1622—1637 | Джон VIII Грант                              | John Grant                    | 6-й лорд Фреухи                                                 |
| 1637—1663 | Джеймс II Грант                              | James Grant                   | 7-й лорд Фреухи                                                 |
| 1663—1716 | Людовик I Грант                              | Ludovick Grant                | 8-й лорд Фреухи, 1-й лорд Грант                                 |
| 1716—1719 | Александр Грант                              | Alexander Grant               | 2-й лорд Грант                                                  |
| 1719—1747 | Джеймс III Грант                             | James Grant                   | 3-й лорд Грант, баронет                                         |
| 1747—1773 | Людовик II Грант                             | Ludovick Grant                | 4-й лорд Грант, баронет                                         |
| 1773—1811 | Джеймс IV Грант (Добрый)                     | James Grant                   | 5-й лорд Грант, баронет                                         |
| 1811—1840 | Льюис Александр Грант-Огильви                | Lewis Alexander Grant-Ogilvie | 6-й лорд Грант, баронет, 5-й граф Сифилд                        |
| 1840—1853 | Фрэнсис Вильям Огильви-Грант                 | Francis William Ogilvie-Grant | 7-й лорд Грант, баронет, 6-й граф Сифилд                        |
| 1853—1881 | Джон Чарльз Огильви-Грант                    | John Charles Ogilvie-Grant    | 8-й лорд Грант, баронет, 7-й граф Сифилд, 1-й барон Стратспей   |
| 1881—1884 | Иан Чарльз Огильви-Грант                     | Ian Charles Ogilvie-Grant     | 9-й лорд Грант, баронет, 8-й граф Сифилд, 2-й барон Стратспей   |
| 1884—1888 | Джеймс Огильви-Грант                         | James Ogilvie-Grant           | 10-й лорд Грант, баронет, 9-й граф Сифилд, 3-й барон Стратспей  |
| 1888      | Фрэнсис Вильям Огильви-Грант                 | Francis William Ogilvie-Grant | 11-й лорд Грант, баронет, 10-й граф Сифилд, 4-й барон Стратспей |
| 1888—1915 | Джеймс Огильви-Грант                         | James Ogilvie-Grant           | 12-й лорд Грант, баронет, 11-й граф Сифилд, 5-й барон Стратспей |
| 1915—1948 | Тревор Огильви-Грант                         | Trevor Ogilvie-Grant          | 13-й лорд Грант, баронет, 12-й граф Сифилд, 6-й барон Стратспей |
| 1948—1992 | Дональд Патрик Тревор Грант                  | Donald Patrick Trevor Grant   | 14-й лорд Грант, баронет, 7-й барон Стратспей                   |
| с 1992    | Джеймс Патрик Тревор Грант                   | James Patrick Trevor Grant    | 15-й лорд Грант, баронет, 8-й барон Стратспей                   |

Клан Грант имел первоначально то же самое древнее королевское происхождение, что и клан Грегор. В Англии существует семейство с таким же названием, но оно имеет совсем другое происхождение и получило его от или древнего названия речной скалы («гранта»), или от прежнего имени Кембриджа, который на древнем саксонском диалекте назывался Грантсир. В начале XVIII столетия, когда имя Мак-Грегор было запрещено, в Блэйр-Атол состоялась встреча Мак-Грегоров и Грантов, на которой было предложено, что, ввиду их древних родственных отношений, оба клана приняли бы общую фамилию и признали бы единого чифа (вождя). Встреча длилась в течение четырнадцати дней, и хотя оба клана так и не пришли к соглашению, некоторые из Грантов, как, например, лэрд Баллиндаллох, показали свою приверженность к древнему родству, добавив патроним Мак-Грегор к своей фамилии.
Основателем Грантов был Грегор, второй сын Малькольма, вождя Мак-Грегоров в 1160 году. Известно, что он получил своё прозвище, ставшее позже фамилией, от гэльского слова «граннда» (что значит «уродливый») с намёком на его внешность. Это вполне вероятно. Однако, скорее всего, эта ветвь клана Мак-Альпин взяла своё название от земель, в которых обосновалась. Дело в том, что в районе Стратспея есть обширные торфяники, известные как «гриантах» или «Солнечная равнина». Многочисленные остатки языческих капищ, рассеянные по его поверхности, указывают на то, что раньше здесь был крупный центр культа Солнца и устраивались «праздники костров». Раннесредневековыми монахами, авторами летописей, местные жители были названы «де Грайантах» или «де Грант». С такой версией происхождения названия клана согласна и верхушка семейства Грант, в гербе которого изображена гора в огне — очевидный намёк на праздник Белтайн (огонь Бела) — языческий кельтский праздник.
Первым из Грантов, кто упомянут в письменных источниках, был Грегор, шериф Инвернесса при Александре II (1214—1249). Вероятно этот Грегор де Грант получил во владение Стратэрик благодаря браку с наследницей Биссета из Ловата и Эбойна. Сын этого магната по имени Лоренс или Лорин был свидетелем по делу епископа Морея в 1258 году и получил обширные земли в Стратспее, женившись на наследнице Гилберта Комина из Гленхарни. Сын Лорина, сэр Иан, был известен как сторонник патриота Уоллеса.
За поддержку дела Брюса, последний отобрал у своих врагов Коминов цитадель, теперь известную как замок Грант в Стратспее, и передал её Грантам. Согласно семейному преданию, младший сын Гранта из Стратэрика убежал и женился на дочери своего хозяина, вождя Макгрегоров. С тридцатью последователями молодая пара сбежала в Стратспей и нашла убежище в месте, теперь известном как Пещера Хантли, в миле от замка, тогда известного как Фреухи. Комин из Фреухи, недовольный появлением непрошенных поселенцев в своих владениях, попытался их прогнать, но безрезультатно. Тогда пришёл вождь клана Макгрегор со своими вооружёнными людьми и потребовал вернуть свою дочь. Он прибыл ночью и был принят его проницательным зятем с большим уважением и гостеприимством. Поскольку банкет продолжался в пещере, Грант при свете факелов устроил целое шоу с перемещением своих людей в окрестном лесу, так что его тесть был впечатлён, казалось бы, многочисленностью отряда своего зятя. В итоге он раздумал продолжать спор и всё простил молодой паре. Немедленно Грант решил воспользоваться хорошим расположением к нему тестя, пожаловался о нападениях на него Комина из Фреухи и убедил его помочь им поквитаться с соседом. Ранним утром объединённые силы Гранта и Макгрегоров совершили нападение на Фреухи, убили вождя Комина и овладели замком. Как символ и напоминание о начале истории клана череп Комина тщательно хранится в замке Грант и поныне.
Замок не сразу поменял своё название, так как в грамоте за 1442 год сэр Дункан Грант назван как «владетель замка Фреухи». Следующий глава клана, сэр Иан, с его кланом присоединился к графам Хантли и Марч в 1488 году, поддержав Джеймса III против его непослушной знати. К тому времени Гранты стали силой, с которой приходилось считаться. Как и большинство горных кланов они имели собственную историю яростной вражды и кровавых набегов. Известно, что Гранты имели отношение к печально известному историческому случаю — убийству Бонни, графа Морея, в Дунибристле 7 февраля 1592 года. Неприятности начались, когда граф Хантли, вождь Гордонов и лидер католиков севера, опасаясь протестантов, удалился в свои владения и продолжил строительство замка в Рутвене в Баденохе, недалеко от земель Грантов. Этот замок должен был внушать страх Грантам и клану Хаттан. Но это привело к тому, что члены клана Хаттан, которые были вассалами Хантли, отказались выполнить их требование обеспечить стройку материалами. В то же самое время Джон Грант, арендатор имения Баллиндаллох, отказался от некоторых платежей вдове последнего лэрда, сестре Гордона из Лесмора. В последовавшей борьбе Гордон был убит, как следствие Грант был объявлен вне закона, а Баллиндаллох был осаждён и 2 ноября 1590 года захвачен Хантли. После этого Гранты и Маккинтоши попросили защиты у графов Атола и Морея. Те в свою очередь отказались выдать Хантли беглецов, и когда в Форресе внезапно появился Хантли, то Гранты с товарищами сбежали в Дарнли, замок графа Морея. Здесь уже в одного из Гордонов стрелял один из людей Морея. Из-за этого вспыхнула вражда между графами Морей и Хантли. Позже, когда граф Ботвелл после попытки покушения на жизнь канцлера Мэйтлэнда укрылся в доме Морея в Дунибристле, Хантли принял решение напасть на это место. Здесь Гордон был снова, на этот раз уже смертельно, ранен, а граф Морей, убегая от людей Гордона по берегу, был настигнут и убит. Против Грантов Хантли послал в Стратспей большой отряд из Лохабера, который убил восемнадцать Грантов и разорил земли Баллиндаллоха. Впоследствии, когда против Хантли послали молодого графа Аргайлла, то Гранты в сражении при Гленливете принимали участие на стороне Аргайлла. Аргайлл потерпел поражение, главным образом из-за предательства Джона Гранта из Гартенбега, одного из вассалов Хантли, который, условившись заранее с Хантли, отступил со своими людьми в самом начале сражения и таким образом полностью нарушили боевые порядки в центре и на фланге армии Аргайлла.
Самым любопытным местом в анналах клана в первой половине XVII века была карьера Джеймса Гранта из Каррона. Отправным моментом в карьере этого известного флибустьера был случай, который случился приблизительно за 70 лет до этого. Это было убийство Джона Гранта из Баллиндаллоха Джоном Роем Грантом из Каррона, сыном Джона Гранта из Гленмористона, которое было подстроено лэрдом Грантом, недовольным своим родственником. В результате вспыхнула вражда между Грантами из Каррона и Грантами из Баллиндаллоха. В ходе этой вражды, на ярмарке в Элгине в 1625 году, один из Грантов из Баллиндаллоха ранил Томаса Гранта, одного из семейства из Каррона. Брат Томаса, Джеймс Грант из Каррона, напал на обидчика и убил того на месте. По жалобе владельца Баллиндаллоха Джеймс Грант должен был предстать перед судом, и поскольку он не являлся, то был объявлен вне закона. Напрасно лэрд Грант пробовал примирить стороны, в то время как Джеймс Грант предложил в искупление своей вины денежную компенсацию и даже был согласен на изгнание. Только его кровь могла удовлетворить Баллиндаллоха, и будучи в отчаянном положении, подвергаясь постоянной опасности, Джеймс Грант собрал отряд таких же отчаянных парней со всей горной Шотландии и стал независимым разбойником. Он разорял земли и убивал людей, а Баллиндаллох, который убил Джона Гранта из Каррона, племянника разбойника, сам был вынужден бежать на север Шотландии. Наконец, в конце декабря 1630 года люди из клана Хаттан ночью неожиданно напали на Джеймса Гранта в Охнахэйле в Стратдоне, и когда четверо из его людей были убиты, а сам он получил 11 ран, то разбойник сдался, был переправлен в Эдинбург, осуждён и заключён в тюрьму в Эдинбургский замок.
В то же саме время случилась известная вражда между Гордоном из Ротимея и Френдрогота и, сыном маркиза Хантли, и некоторыми из его друзей. В результате усадьба Френдрогот была сожжена. Лорду Эбойн помогал Джеймс Грант, и известно, что последний участвовал в сожжении особняка.
В ночь на 15 октября 1632 года, разбойник Грант сбежал из Эдинбургского замка, спустившись по западной стене с помощью верёвок, которыми его снабдили жена или сын, и сбежал в Ирландию. Теперь, однако, было известно, что он возвратился, и Баллиндаллох, устанавливая часы на доме своей жены в Карроне, почти поймал его. Разбойник, однако, выстрелил в некого Патрика Макгрегора и убежал. Потом хитростью он сумел захватить самого Баллиндаллоха и держал его 20 дней в заключении в печи около Элгина. Баллиндаллоху, наконец, удалось сбежать, подкупив одного из охранников, и в результате нескольких из сообщников Джеймса Гранта отправили в Эдинбург и повесили.
Последним произволом разбойника было неожиданное убийство двух друзей Баллиндаллоха, которые были наняты, чтобы убить его. Несколько дней спустя Грант и 4 его товарищей, находясь в Стратбоги, вошли в дом палача, не зная его профессии, и попросили пищу. Палач узнал их, и дом был окружён. Но разбойник отчаянно защищался, убив троих из нападавших, и со своим братом Робертом спасся, хотя его сын и два других товарища были захвачены и отправлены в Эдинбург на казнь. Это было в 1636 году, и поскольку больше ничего не было слышно о Джеймсе Гранте, то можно предположить, что, как и Роб «Рой» Макгрегор столетие спустя, он наконец умер в своей постели.
Несколько лет спустя, в разгар Гражданской войны, когда маркиз Монтроз поднял знамя Чарльза I в Хайлэнде, к нему присоединился Джеймс, шестнадцатый вождь Грантов, который сражался за королевское дело.
Тем не менее 21 год спустя, в 1666 году, произошёл странный эпизод, который добавил много новых людей в «свиту» вождя Грантов. Как говорится в известной балладе, Фаркварсоны убили в Дисайде Гордона из Бракли. Чтобы отомстить за его смерть, маркиз Хантли поднял свой клан и «зачистил» долину реки Ди. В то же самое время его союзник, лэрд Грант, к тому времени уже крупный землевладелец, занял верхние проходы в долине, и в итоге они почти уничтожили клан Фаркварсон. В конце дня Хантли имел на руках двести сирот из Фаркварсонов. Он забрал их к себе домой и держал в особых условиях. Год спустя Грант был приглашён отобедать с Хантли, и когда обед был закончен, маркиз предложил показать своему гостю «одно малоизвестное соревнование». Он подвёл его к балкону, располагавшемуся над кухней замка. Ниже они увидели, что объедки, накопившиеся за день, сбрасывались в большое корыто. По сигналу маркиза повара подняли крышку люка в полу, из которого в кухню как свора гончих, вопя, крича и толкаясь, помчалась толпа полуголых детей, которые бросились на отходы и кости, борясь и царапаясь из-за крупных кусочков. «Это», сказал Хантли, «дети Фаркварсонов, которых мы убили в прошлом году». Лэрд Грант, однако, был гуманным человеком и забрал детей у маркиза, взял их к себе в Спейсайд и воспитал среди людей своего собственного клана, где их потомки ещё долго были известны как Племя Корыта.
Во время Славной Революции 1689 года Людвик, 17 вождь, встал на сторону Вильгельма Оранского и после поражения Данди при Килликранки, когда полковник Ливингстон спешил из Инвернесса, чтобы напасть на остатки армии якобитов под командованием генерала Бухана в землях Кромдэйла в Стратспея, к нему присоединился отряд Грантов численностью в 600 человек. Поражение якобитов и захват Казарм Рутвен недалеко от Кингусси нанесло заключительный удар по делу короля Джеймса в Шотландии.
Во время якобитского восстания 1745 года 800 человек из клана Грант были на стороне английского правительства, хотя они и не принимали никакого активного участия в боевых действиях против принца Чарльза Эдварда.
В середине XVIII века сэр Людвик Грант женился на Маргарет, дочери Джеймса Огилви, 5 графа Финдлейтер и 2 графа Сифилд, и благодаря этому союзу его внук, сэр Льюис Александр Грант, стал в 1811 году 5 графом Сифилд. Тем временем сын сэра Людвика, сэр Джеймс Грант, играл важную роль в Спейсайде. В 1776 гду он, имея обширные планы по усовершенствованию целой области среднего Стратспея, основал деревню Грантаун, которая с тех пор стала известным курортным городом. Он же в 1793 году, то есть спустя 2 месяца после объявления войны с Францией, сформировал армейский полк Гранта, чьё оружие теперь украшает стены вестибюля в замке Грант.
История этого полка была омрачена мятежом, который произошёл в Дамфрисе. Поводом стал слух, что полк, который был создан для службы только в пределах Шотландии, будет отправлен за границу. В результате возникшей мелкой ссоры несколько человек попало в тюрьму и были освобождены своими товарищами только в результате открытого мятежа. Впоследствии полк был отправлен в Масселберг, где капрал и 3 рядовых, признанные виновными в мятеже, были осуждены на казнь. 16 июля 1795 года эти четверо осуждённых были отправлены в Галлэйн, где их заставили тянуть жребий, и 2 из них расстреляли.
Сэр Льюис Александр Грант, ставший графом Сифилд в 1811 году, добавил к своей фамилии фамилию Сифилд Огилви. Первоначально, в 1701 году, это графство предоставили Джеймсу, 4 графу Финдлейтер, с учётом его отличной службы генералом и министром по делам Шотландии, лордом-казначеем и Верховным комиссаром Генеральной Ассамблеи. Кроме того, учитывалось и его благородное происхождение от древних вождей Грантов. (Первым графом Сифилд был лорд Дескфорд, второй сын Джорджа Огилви, третьего графа Финдлейтера. Именно он, когда произошло объединение Англии и Шотландии и когда шотландский парламент заседал в последний раз, воскликнул, «Это — конец всего старого!»).
Внук первого графа Гранта, Джон Чарльз, который стал 7 графом Сифилд в 1853 году, женился на леди Каролине Стюарт, младшей дочери 11 лорда Блантайра. С согласия своего сына, Иана Чарльза, 8 графа, он нарушил принцип наследования состояний Грантов и, так и не женившись до самой смерти, всё же завещал свои владения его матери. 7 и 8 графы высадили обширные сады и леса в Стратспее, которые изменили климат в этом районе, восстановив его древний лесной ландшафт, и сделали это место известным курортом, которым оно является и в наши дни. Тем временем не менее чем 3 графа наследовали этот графский титул без наследования состояний. Первым из них был шурин леди Сифилд, Джеймс Грант, 3 сын 6 графа, который был членом парламента от Элгина и Нэрна в 1868—1874 годах. Его сын, Фрэнсис Уильям, родившийся в 1847 году, эмигрировал в молодости в Новую Зеландию. Тогда перспектива наследования им этого титула казалась чрезвычайно отдалённой. После смерти 8 графа, отец эмигранта унаследовал титул, а сам эмигрант стал виконтом Рейдхейвеном. Он женился на дочери Джорджа Эванса, командира 47-го полка, и хотя он и унаследовал титул графа в 1888 году, это не сделало его богаче, и он умер 6 месяцев спустя. Его сын, следующий обладатель титула, был 11 графом Сифилд и 24 вождём клана Грант. Возвращение его светлости в замок Грант было с большим энтузиазмом встречено членами клана, и впоследствии, проживая среди своих людей, он и графиня сделали всё возможное, чтобы завоевать любовь обладателей их древнего и благородного названия.
Граф погиб на фронте Первой мировой войны, и в то время как его дочь получила состояние Грантов и титул леди Сифилд, его брат унаследовал баронство Стратспей и положение вождя клана. Лорд Стратспей со своей женой, сыном и дочерью возвратился из Новой Зеландии в 1923 году.
Земли Грантов простираются от Крэйгеллахи через Авимор к другому Крэйгеллахи на реке Спей рядом с Аберлуром. Эти земли богаты интересными традициями. Много раз дикие орды воинов собирались на берегах небольшого озера Балейдрн, на его южной окраине, и боевой клич «Быстро встанем, Крэйгеллахи!» гремел во многих жестоких битвах. И даже в 1820 году в течение всеобщих выборов после смерти Джорджа III члены клана нашли повод показать свой воинственный характер. Предвыборные страсти накалялись, и Стратспея достиг слух, что в Элгине жене вождя клана нанесли оскорбление по вине конкурирующего клана. Следующим утром 900 мужчин из Стратспея во главе с управляющим Сифилда собрались у въезда в город, и только благодаря невероятным дипломатическим усилиям со стороны властей столкновение было предотвращено. И даже поныне старый дух клана ещё живёт в Спейсайде, и о патриотизме можно судить по числу мужчин, которые завербовались, чтобы защищать честь своей страны в войне 1914 года на равнинах Франции.
Ветви клана Грант: Гилрой, Макилрой, Макгилрой.

## Гранты оф Гленмористон
Племя Альпина происходило от того грозного, но злополучного короля шотландцев IX века, который дал начало кланам Грегор, Грант, Маккиннон, Макнаб, Макфи, Макквари и Маколей. Поэтому они всегда утверждали, что являются самыми древними и самыми благородными из горных кланов и с гордостью заявляли: «Моё происхождение — королевское». Однако у Племени Альпина был один недостаток — никогда все эти кланы не были объединены под властью единого вождя. Если бы они объединились по типу большой клановой конфедерации Хаттан, то они, возможно, заняли бы более достойное место в истории и избежали бы многих бедствий, которые их постигли.
После того, как молодой вождь Грантов с помощью своего тестя, вождя Макгрегоров, разместил свою резиденцию во Фреухи (теперь замок Грант), вырезал и изгнал её прежних владельцев Коминов, род Грантов разделяется на ряд ветвей, чтобы распространить своё влияние в правобережном Спейсайде и в других местах. Среди этих ветвей были Гранты оф Баллиндаллох, Гранты оф Ротимерхас, гранты оф Каррон и Гранты оф Кулкабах. При Джеймсе IV лэрд Грант стал наместником короля в Уркварте на Лох-Нессе, который включал район Гленмористон. В 1509 году наместничество было преобразовано в баронство, которое пожаловали Джону, старшему сыну вождя. Однако, после смерти Джона, который не оставил потомства, баронство вернулось к короне.
Подобная, но более существенная неприятность случилась в то же самое время с древним семейством Колдер или Кавдор, что проживало около Нэрна. Тогда старый тан оставил все свои владения короне, и назад их удалось отсудить только его 2 сыну Джону. Но вскоре Джон умер, оставиви единственного ребёнка, девочку по имени Мюриэл, которая в конечном счёте, выйдя замуж, передала танство от Кавдоров во владение Кэмпбеллам, его нынешним владельцам.
Случившееся с Гленмористоном не было непоправимо, так как баронство было приобретено Грантом оф Баллиндаллох. Последний в 1548 году передал его родственнику, Джону Гранту оф Кулкабах, который женился на дочери лорда Ловата, и сын Джона Гранта, Патрик, закрепился в этом районе и стал предком Грантов оф Гленмористона (Grants of Glenmoriston). Именно от этого Патрика Гранта, положившего начало длинной цепочке лэрдов, клан берёт свой, отличный от Макинтошей, патроним Фадруик.
Сын Патрика Джон, 2 глава рода, женился на дочери Гранта из Гранта и построил замок Гленмористон, и поэтому в истории семейства он известен как Иан Нэн-Кайстел — Джон-из-Замка.
При Джеймсе VI у Гленмористонов были неприятности, явившиеся результатом действия, которое могло рассматриваться любым шотландцем как сопротивление притеснению. Клан Хаттан был в числе преданных друзей и последователей графов Морей и весьма активно мстил графу Хантли за смерть «графа Бонни» в Донибристле. За эти услуги они получили владения в Петти и Стратнэрне. Но потом сын графа Бонни помирился с Хантли и женился на его дочери. Но клан Хаттан продолжал притеснять Морея. В 1624 году приблизительно 500 человек из клана Хаттан напали на земли Морея. Последний был не в состоянии одолеть их, сначала с 300 людьми из Ментита и Балквиддера, а потом с отрядом из Элгина. Он тогда приехал в Лондон и уговорил Джеймса VI сделать его Лейтенантом Севера. Возвратившись с новыми полномочиями, граф разослал письма против клана Хаттан, в которых всем Хаттанам запрещалось предоставлять кров и еду под страхом серьёзных штрафов. Таким образом, лишив клан поддержки, он согласился их простить при условии, что они должны выдать всех людей, которые участвовали в действиях против него. Однако, клан Хаттан продолжил свои бесчинства, и продолжали находиться люди, которые оказывали им гостеприимство и поддержку. За это клан и те, кто им помогал, были привлечены графом к суду и крупно оштрафованы, а сами штрафы пошли в карман к Морею.
Среди тех, кто пострадал таким образом, был Джон Грант из Гленмористона. Город Инвернесс также был оштрафован, и мэр города, Дункан Форбс, а с ним и Грант отправились в Лондон, чтобы обжаловать решение Морея перед королём. Однако, это закончилось ничем, и им пришлось подчиниться требованиям графа Морея.
Во 2 половине XVII века Джон, 6 глава Грантов из Гленмористона, женился на Джанет, дочери знаменитого сэра Юена Камерона из Лохила, и получил прозвище Иан на-Кризан, построив себе цитадель на скале Блэри. Как и сэр Юен Камерон, его тесть, в 1689 году он поднял свой клан за неудачное дело Джеймса II(VII) и сражался в армии виконта Данди при Килликранки. Клан также был на стороне графа Марча в якобитском восстании 1715 года, в результате чего владения вождя были конфискованы. Однако, в 1733 году эти владения были возвращены.
Патрик, 9 глава, был женат на Генриетте, дочери Гранта из Ротимерхаса. Не испугавшись неудач, которые постигли его семейство в результате предыдущих якобитских восстаний, осенью 1745 года он поднял свой клан за принца Чарльза. Он не успел к высадке принца в Гленфиннане и поэтому сразу направился к Эдинбургу, где члены его клана оказались долгожданным подкреплением накануне сражения при Престонпансе. Как говорят, он был настолько нетерпелив, чтобы сообщить Чарльзу о тех силах, которые он привёл в помощь восставшим, что даже не стал переодеваться с дороги перед встречей. Чарльз, как говорят, тепло его поблагодарил и затем, проведя рукой по небритому подбородку воина, весело заметил, что сразу видно его боевой пыл, который даже не позволил ему сперва побриться. Гленмористон неверно истолковал это замечание и сильно оскорблённый, отвернулся и произнёс: «Я не похож на тех безбородых мальчиков, которые должны принести победу вашему высочеству!»
Это, однако, было не последним, что Принц узнал о Гленмористоне, и не последнее, что Гленмористон перенёс в результате восстания. Когда произошло сражение при Куллодене и якобитские мечты были разбиты навсегда, Чарльз, будучи в отчаянном положении и блуждая преследуемым беглецом среди долин, рек и гор, нашёл убежище у преступников, теперь известных как «Семь Мужчин из Гленмористона». Одним из них был Грант, Чёрный Питер, или Патрик из Краскай. Это было на землях Грантов и любой из этих семерых в любой момент мог безумно обогатиться, выдав принца и заработав 30 000 фунтов, обещанных правительством за его голову. Но все они оказались абсолютно преданными. Эти люди видели как их собственное имущество по вине принца было уничтожено «красными мундирами». Они видели как 70 человек из Гленмористона, которые поверив ложным обещаниям «Мясника», герцога Камберленда и в заступничество лэрда Гранта, пришли в Инвернесс и сдались на милость правосудия, были безжалостно схвачены и отправлены в колонии как рабы. Но они приняли Чарльза в своих пещерах Кэйрагот и Кэйрскриох с гостеприимством горцев, и за это «Семь Мужчин из Гленмористона» будут навсегда занимать почётное место в шотландской истории.
В то время как принц скрывался на «крутых берегах» реки Гленмористон, 2 из этих «Семи Мужчин» встретились с Грантом из Гленмористона. У главы клана после подавления восстания сожгли дом и разорили землю, поэтому он спросил у этих 2, не знают ли они, что случилось с принцем, который, как он слышал, скрывается в Нойдарте. Но даже ему они не раскрыли тайну пребывания царственного странника. И когда они спросили самого принца, хочет ли он встретиться с Гленмористоном, Чарльз ответил, что так доволен своей нынешней охраной, что не хочет никакой другой.
В первом парламентском законе о конфискации имущества в наказание за участие в восстании, упоминалась и фамилия Грантов из Гленмористона, но, вероятно по просьбе лорда-председателя Форбса, впоследствии её вычеркнули, а глава сохранил свои владения.
Сын и наследник Патрика Гранта, Джон, служил в знаменитом 42-м горском полку и отличился в Индии, дослужившись до подполковника. Он умер в Гленмористоне в 1801 году. Его старший сын умер, и состояние унаследовал его младший сын Джеймс Мюррей Грант. Он женился на своей кузине Генриетте, дочери Камерона из Гленневиса, и в 1821 году унаследовал поместье Мой (около Песков Кулбин в Морэйшире) от своего родственника, полковника Хью Гранта.

## Скандинавская версия
Есть и скандинавская версия происхождения клана.
Вождь викингов эрл Хаакон Тронделаг, верховный лорд-защитник Норвегии, известный ныне как король Хаакон II, получил своё прозвище Хаакон Грандт после своих легендарных деяний и военной стратегии. Он управлял Норвегией между 970 и 995 гг. и имел геральдический девиз «Быстро становись». Согласно преданию, попав в засаду, он быстро прикрылся щитом.
Его сын Хеминг принял христианство и со своей женой Торой был сослан из Норвегии и обосновался в колонии викингов в Доболинхе, который сегодня известен как Дублин. Хеминг и Тора имели 6 детей, 2 дочерей и 4 сыновей. Дочери, Герри и Астред, вышли замуж и возвратились в Норвегию, где они построили 2 церкви в Грандтсогне (Округ Грант) недалеко от Кристианы, теперь Осло. А 4 сына в начале XI века отправились в Шотландию, и Аллан (Андлоу), был прародителем клана Грант. Его сын, Патрик, стал шерифом Инвернесса, но тогда имеется временной промежуток в истории клана до первого Гранта, упомянутого в официальных шотландских источниках — Грегора, который стал шерифом Инвернесса в 1214 году. Он имел 2 сыновей, Лоренса и Роберта.